# Chile az 1998. évi téli olimpiai játékokon
Chile a japán Naganóban megrendezett 1998. évi téli olimpiai játékok egyik részt vevő nemzete volt. Az országot az olimpián 1 sportágban 3 sportoló képviselte, akik érmet nem szereztek.

## Alpesisí
Férfi
| Versenyző      | Versenyszám            | Eredmény      | Helyezés      |
| -------------- | ---------------------- | ------------- | ------------- |
| Thomás Grob    | Lesiklás               | nem ért célba | nem ért célba |
| Thomás Grob    | Szuperóriás-műlesiklás | nem ért célba | nem ért célba |
| Rainer Grob    | Lesiklás               | 1:58,75       | 28.           |
| Nils Linneberg | Lesiklás               | 1:56,59       | 26.           |

| Versenyző   | Versenyszám | Műlesiklás | Műlesiklás | Műlesiklás | Műlesiklás | Műlesiklás | Műlesiklás | Lesiklás | Lesiklás | Összesítés | Összesítés |
| Versenyző   | Versenyszám | 1. futam   | 1. futam   | 2. futam   | 2. futam   | Össz.      | Össz.      | Lesiklás | Lesiklás | Összesítés | Összesítés |
| Versenyző   | Versenyszám | Idő        | Hely.      | Idő        | Hely.      | Idő        | Hely.      | Idő      | Hely.    | Idő        | Helyezés   |
| ----------- | ----------- | ---------- | ---------- | ---------- | ---------- | ---------- | ---------- | -------- | -------- | ---------- | ---------- |
| Rainer Grob | Összetett   | 58,50      | 23.        | 54,63      | 19.        | 1:53,13    | 19.        | 1:41,36  | 13.      | 3:34,49    | 13.        |
| Thomás Grob | Összetett   | 56,51      | 22.        | 51,41      | 17.        | 1:47,92    | 18.        | 1:40,68  | 12.      | 3:28,60    | 11.        |